# Matanzas (ort i Dominikanska republiken)
Matanzas är en ort i Dominikanska republiken.   Den ligger i provinsen Peravia, i den södra delen av landet, 50 km sydväst om huvudstaden Santo Domingo. Matanzas ligger 39 meter över havet och antalet invånare är 4 124.
Terrängen runt Matanzas är varierad. Havet är nära Matanzas söderut.  Närmaste större samhälle är Baní, 9,9 km öster om Matanzas.